# Kerge Kelly
A Kerge Kelly (eredeti cím: Reckless Kelly) 1993-ban bemutatott ausztrál filmvígjáték, melynek rendezője, forgatókönyvírója, producere és főszereplője Yahoo Serious. Egyéb szerepekben Melora Hardin, Alexei Sayle és Hugo Weaving látható.
A film a híres ausztrál bandita, Ned Kelly történetének egy 20. századra átültetett szatirikus kifigurázása.
Magyarországon az HBO mutatta be.

## Cselekmény
Ned Kelly egy motoros rablóbanda utolsó leszármazottja. Családjának többi tagja egy vendéglőt és videokölcsönzőt üzemeltet egy ausztrál nemzeti park szélén, ő az egyetlen, aki bankokat rabol. A pénzt azonban soha nem a saját céljaira veszi el, hanem a szegények bankszámlájára fizetteti be. Az egyik bankrablás során is épp ezt teszi, amikor a bankfiókban észreveszi az egyik alkalmazottat, Laura Termett-et (az ausztrál változatban szintén egy szójáték, Robin Banks a neve), aki ügyet sem vetve rá, Shakespeare-t olvas, ugyanis ebédszünete van. A sikeres akció után a rendőrség nem tudja elkapni, ugyanis van két különleges képessége: röptében a legyet is lelövi, a golyókat pedig különös módon tolerálja a szervezete, hiába eresztenek bele egy egész tárat.
Bár elmenekül, a helyszínen felejt egy söralátétet, mely kék alapon piros kengurut ábrázol. A bankfiók igazgatója felviteti azt a Nemzetközi Letéti Bank vezetőjének, Sir Nyűnek, aki a frissen Angliából érkezett Stikk őrnaggyal megnézeti, és a származási helye alapján rájönnek, hol van Kelly búvóhelye. Azonban azt ők is tudják, hogy csak úgy nem tudnák őt megfogni, hanem az a terv, hogy a bank megvásárolja a helyet, és japán turistaközpontot csinálnak belőle, mégpedig úgy, hogy lerobbantják azt és a japán partokhoz húzatják. Amikor ezt a Kelly család megtudja, Sir Nyűhöz mennek és közlik vele, hogy a Kerge-szigeten már negyvenezer éve élnek Kellyk, így elővásárlási joguk van a földre. Ehhez azonban többet kellene fizetniük, mint a japánok: egymillió dollárt. A pénzt viszont nem szerezheti meg bankrablással, mert azt sohasem saját célra szerezte meg a család.
Másnap Ned Kelly egy szemetesből és egy rakás fémből páncéljelmezt épít magának, és elhatározza, hogy Amerikába megy bankot rabolni, mert az ott rabolt pénzt szabadon megtarthatja. Stikk őrnagy eközben elhatározza, hogy utánamegy, és elteszi láb alól. A repülőn Kelly találkozik Laurával, aki bevallja neki, hogy miatta rúgták ki, mert ő szivárogtatta ki nekik a bank terveit, és most Angliába tart egy színészi meghallgatásra. Közben Kelly is Hollywoodba érkezik, hogy végrehajtsa a tervét, ám egyenesen egy filmforgatás közepébe csöppen, ahonnét elzavarják. Aznap este Sam Delance, a rendező megmutatja az anyjának is a felvételeket, ami tetszik neki, és azt javasolja, hogy igazolja le a stúdió színésznek. Miután Ned sikertelenül próbál meg kirabolni egy bankot, Stikk őrnagy ráuszítja a rendőrséget. A helyzetet a váratlanul megérkező Sam Delance oldja meg, aki közli, hogy Ned Kelly nem bankrabló, hanem színész, márpedig a rendőrök nem ölhetnek meg Hollywoodban színészt. Ned belemegy a játékba, hiszen egy romantikus filmért cserébe (melyben egy óriási pisztollyal lőhet) megkapja az egymillió dollárt. Már csak a partnerét kell megtalálni, és ennek érdekében ő felkéri Laurát, hogy játssza el „Az isteni cowboy” című filmben a női főszereplőt. Samet még arról is meggyőzik, hogy a forgatókönyvet Shakespeare szövegeivel színesítsék.
A film sikeres lesz, és a rajongók megrohanják Ned Kellyt, az újságírókkal egyetemben. Csakhogy Stikk őrnagy azt állítja két lelkes rajongónak, hogy az nem az igazi Ned Kelly, hanem egy személyiségtolvaj, és azzal, hogy autogramot adott neki, az ő személyazonosságát is ellopta, ezért végeznie kell vele. Közben Ned, Laura nyomására, kidobja a szemétbe a fegyvereit. Sir Nyű megtudja, hogy a Delance Stúdió túlköltekezett, ezért küld nekik egy faxot, hogy az egészet zár alá veszik és elárverezik, Ned Kelly így nem kaphatja meg az egymillió dollárt. Utolsó lépésként pedig a Kerge-szigetre küldeti az embereit, amelyet elfoglal, a családtagokat pedig bezárja a pincébe, miközben tervei szerint a komplett szigetet lerobbantva a kontinensről már másnap elvontatja azt a japán partokhoz. Szerencse a szerencsétlenségben, hogy Mrs. Delance az évek során mindvégig félretett a cég pénzéből egy kevéskét, így Ned megkapja az egymillió dollárt - cserébe bosszút esküszik a stúdiót is tönkretevő bank ellen.
Ned hazaindul, Laura pedig a tiltakozása ellenére vele tart. A repülőtéren a megvezetett rajongói rátámadnak, és bár Stikk őrnagy azt hiszi, halott, Nedet megvédi a nyakába akasztott kereszt. A Kerge-szigetre még épp idejében érkezik, habár nincs pisztolya. A motorja feláldozásával elvágja a szigetet vontató kötelet, miközben Laura kiszabadítja a pincében ragadtakat. A Kellyk sörös dobozokat hajigálva ártalmatlanítják Sir Nyű embereit. Végül úgy tűnik, győzedelmeskednek és kifizetik a bankot, ám Sir Nyű mindenképp végezni akar Neddel. Az életét a levegőbe repült, majd Sir Nyűt fejbetaláló benzintank menti meg.
A sziget megmenekül, Ned Kelly pedig úgy dönt, sutba vágja a fegyverét, hogy bankrablás helyett a filmiparban helyezkedjen el.
A film végén közlik, hogy a film forgatása során egyetlen légy sem sérült meg, és hogy a filmet "egy nem túl tiszteletes úr, az ausztrál törvényenkívüli Ned Kelly szellemének ajánlják, aki kivívta az egyén jogait az elnyomó hatalommal szemben".

## Szereplők
| Színész          | Szerep                      | Magyar hang            |
| ---------------- | --------------------------- | ---------------------- |
| Yahoo Serious    | Ned Kelly                   | Reisenbüchler Sándor   |
| Melora Hardin    | Laura Termett (Robin Banks) | Balázs Ági             |
| Alexei Sayle     | Stikk őrnagy                | Beregi Péter           |
| Hugo Weaving     | Sir Nyű (Sir John)          | Sinkovits-Vitay András |
| Kathleen Freeman | Mrs. Delance                | Győri Ilona            |
| John Pinette     | Sam Delance                 | Kerekes József         |
| Bob Maza         | Dan Kelly                   | Rajhona Ádám           |
| Martin Ferrero   | Ernie, a rajongó            | Uri István             |
| Anthony Ackroyd  | Joe Kelly                   | Kocsis György          |
| Max Walker       | hírolvasó                   | Várkonyi András        |

## Forgatás
A filmet a Warner Bros., a Village Roadshow és az Ausztrál Filmalap támogatták.[forrás?] A stábban számos színész felbukkant Serious előző, Ifjú Einstein című filmjéből.

## Fordítás
- Ez a szócikk részben vagy egészben  a   Reckless Kelly című angol Wikipédia-szócikk ezen változatának fordításán alapul.  Az eredeti cikk szerkesztőit annak laptörténete sorolja fel. Ez a jelzés csupán a megfogalmazás eredetét és a szerzői jogokat jelzi, nem szolgál a cikkben szereplő információk forrásmegjelöléseként.